# Jean-Louis Lefebvre de Cheverus

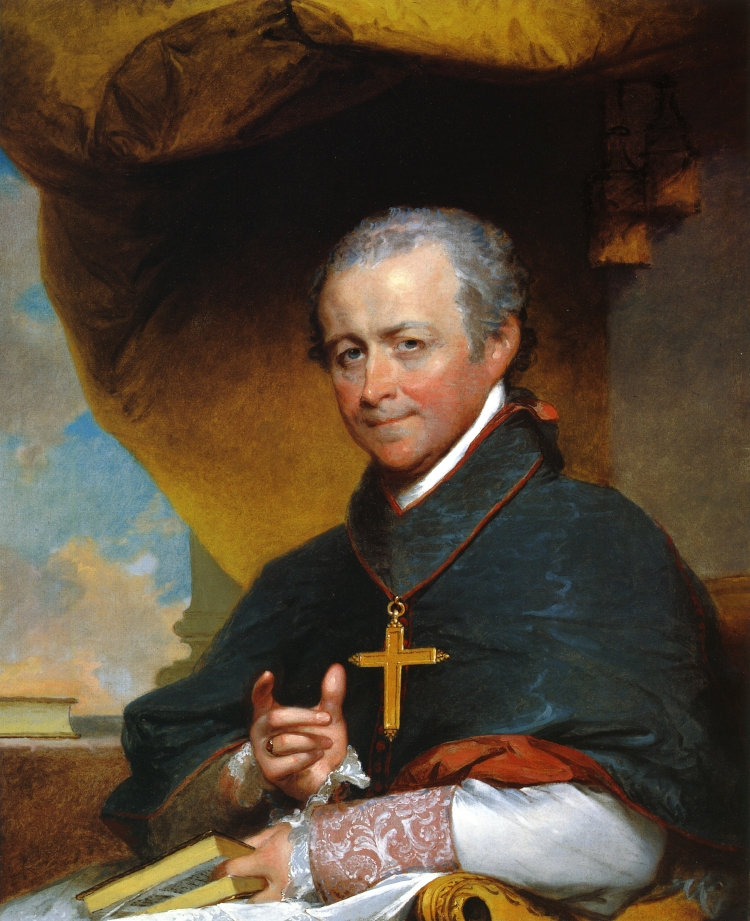
Portret door Gilbert Stuart (1823)

Jean-Louis Anne Madelain Lefebvre de Cheverus (Mayenne, 28 januari 1768 - Bordeaux, 19 juli 1836) was een Franse rooms-katholieke aartsbisschop en kardinaal, die ook de eerste bisschop van Boston was.

## Levensloop
Jean-Louis Lefebvre de Cheverus liep school in het college van Mayenne en vervolgens in het college Louis Le Grand in Parijs. Hij vatte zijn priesterstudies aan in het grootseminarie Saint-Magloire in Parijs en studeerde ook aan de Sorbonne-universiteit. In 1790 werd hij tot priester gewijd en hij werd vicaris van de Notre-Damekerk in Mayenne. Hij weigerde de eed op de civiele grondwet af te leggen en moest in 1792 vluchten naar Engeland. Daar bleef hij tot 1796 en stichtte er Tottenham Chapel. Hij reisde vervolgens naar Boston in de Verenigde Staten. Hij diende in de Holy Cross Church in Boston en bij de indianen in Maine. Hij raakte bekend in de Verenigde Staten vanwege zijn welsprekendheid en zijn moedig optreden tijdens een gele koortsepidemie in 1798, ook bij de protestantse bevolking. Bij de oprichting van het bisdom Boston in 1808 werd Lefebvre de Cheverus aangesteld als eerste bisschop. In 1810 werd hij tot bisschop gewijd.
In 1823 keerde hij op verzoek van koning Lodewijk XVIII terug naar Frankrijk. Hij werd de eerste bisschop van Montauban sinds dat bisdom in 1808 opnieuw was ingesteld. Hij nam zijn intrek in de nieuwe bisschoppelijke residentie, het Hôtel d'Aliès. Het bisschoppelijk paleis was immers in beslag genomen na de Franse Revolutie en bleef staatseigendom. Lefebvre de Cheverus stichtte een nieuw grootseminarie, organiseerde het bisdom en zette zich in voor de cathechese. In 1826 werd hij aangesteld als aartsbisschop van Bordeaux. Hij werd ook benoemd tot pair van Frankrijk. Hij zetelde tot 1830 in de Franse senaat. In 1836 werd hij verkozen tot kardinaal op voorspraak van koning Lodewijk Filips.

## Galerij

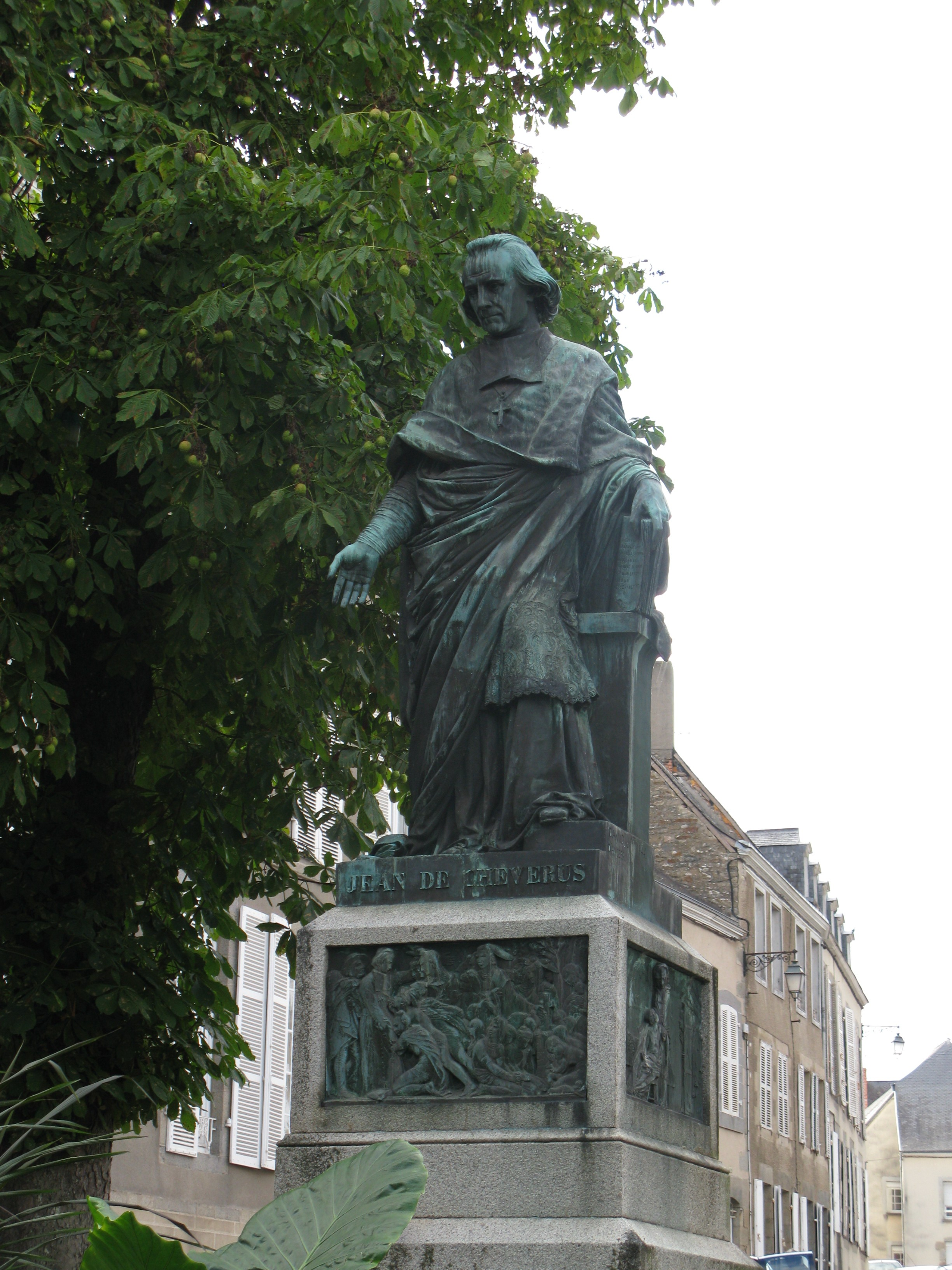
Standbeeld in Mayenne
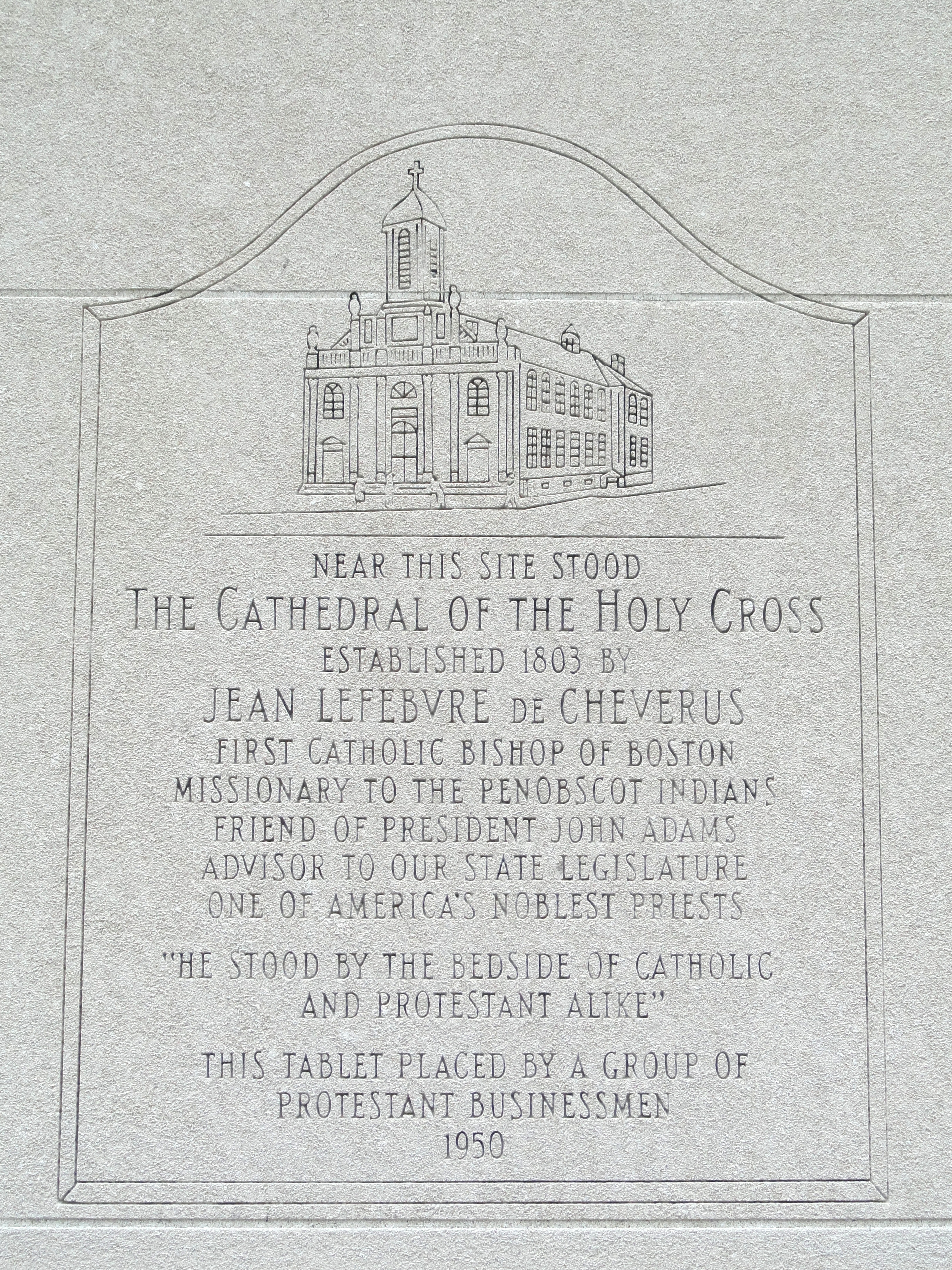
Plaquette in Boston
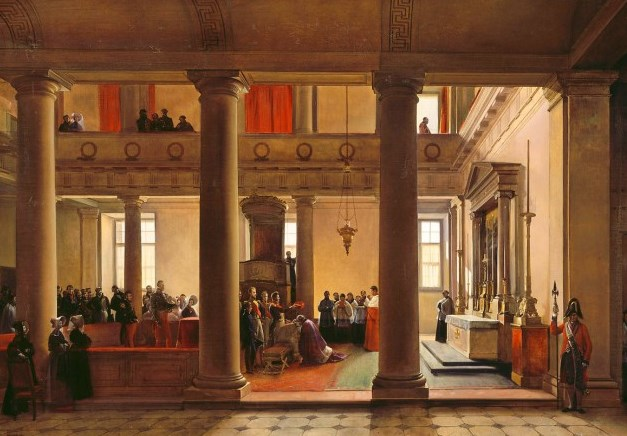
Lodewijk Filips plaatst de kardinaalshoed op het hoofd van Lefebvre de Cheverus in de kapel van het  Tuilerieënpaleis
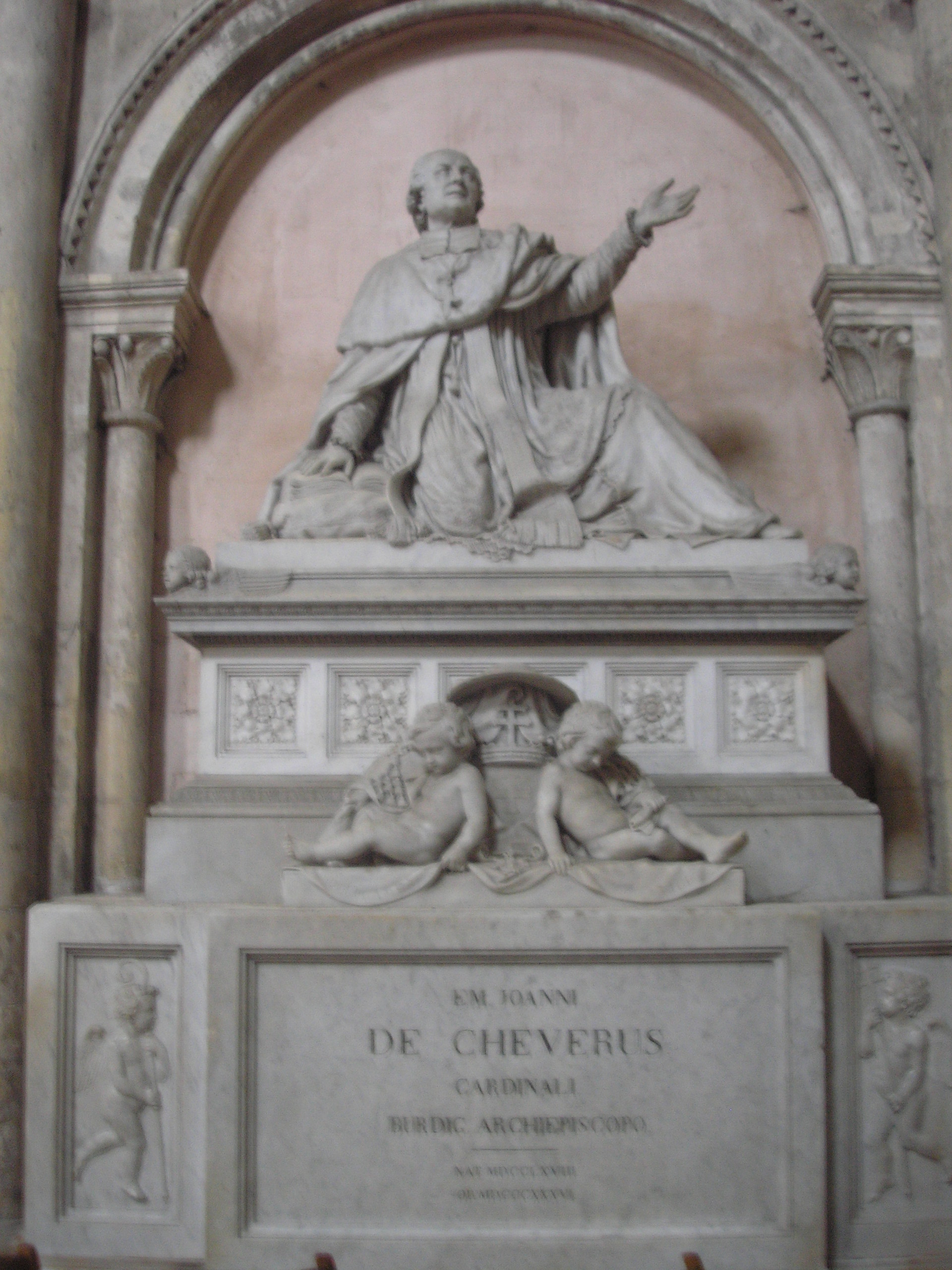
Het grafmonument van Lefebvre de Cheverus in de kathedraal van Bordeaux